# Драгуни
Драгуни или драгони, су били војници пешадије који су користили коње примарно као транспортно средство а не и за борбу као што је то чинила коњица. Ова врста војника била је типична за европске војске у раздобљу између краја 17. и почетком 18. века.
Сам назив долази од француске речи dragon = змај, које је било своједобно назив за кратку пушку, која је била основно оружје војника оног времена.
Назив драгун је задржан у садашњости за бројне оклопне и церемонијале коњичке пукове. Израз драгун се такође користи у контексту тлачења и прогоњења наметањем издржавања војске; и самим тим да се неко натера да се повинује било каквим насилним мерама или претњама. Израз датира од 1689. када су француски краљеви користили драгуне да прогоне протестанте.